# Ferdinand Duval
Pour les articles homonymes, voir Duval et préfet Duval.
Émile Gustave Ferdinand Duval, né à Paris le 20 avril 1827, où il est mort le 26 avril 1896, est un avocat et homme politique français. Il fut préfet de la Seine de 1873 à 1879 puis conseiller municipal (monarchiste).

## Biographie
Ferdinand Duval a étudié le droit à Paris. Il s'est ensuite inscrit au barreau de Paris et a travaillé en tant que journaliste. Il a été capitaine de la garde nationale durant la guerre de 1870.
En février 1871 il a été nommé Préfet de la Gironde. Il est devenu Préfet de la Seine le 28 mai 1873 ; il le restera jusqu'au 25 janvier 1879.
Son nom a été donné, en 1900 à la rue Ferdinand-Duval du 4e arrondissement de Paris, dans le Marais.